# Ким Соён (актриса, 1914)
Ким Соён (кор. 김소연; 1914 — 1989) — корейская актриса 1930-х — 1940-х годов.

## Биография
Ким Соён родилась в семье протестантского священника в 1914 году, а её воспитанием по большей части занималась бабушка. Несмотря на то, что Соён воспитывалась в религиозной семье, она хотела стать актрисой. В 1927 году она снялась в самом первом фильме в её жизни. В 1929 году в железнодорожной катастрофе отец Соён погиб. В 1931 году она сыграла главную роль в фильме «Пан-Атхарён». Во время премьеры фильма она познакомилась с Чхон Мином — режиссёр Центрального театра молодежи. Позднее, она вышла за него замуж. В 1934 году она сыграла в приключенческом фильме «Хон Гиль Дон» в главной роли, после чего она стала получать роли в успешных фильмах, в том числе и в таком, как «Весна на Корейском полуострове», успех которого во многом было за счёт популярности фильма «Сказание о Чхун Хян». В 1937 году Ким Со Ён также стала работать на радио.
В 1939 году Ким Соён стала лицом одного японского журнала, в качестве эталона корейской женщины.
После освобождения Кореи Ким Соён занимала пост члена Комитета по радиовещанию южнокорейской администрации, занималась радиопостановками, но карьера в кино не сложилась. После войны она снялась в своём последнем фильме — криминальной драме 1948 года «Су-Ю». «Су-Ю» — первый южнокорейский фильм, снятый после провозглашения Республики Корея.
В 1948 году Ким Соён переехала в США в надежде сделать карьеру в Голливуде, но из-за кодекса Хейса карьера не удалась. В начале 1950-х годов работала в корейской редакции радиостанции «Голоса Америки». Известно, что с конца 1960-х годов и до 1973 года, она работала в парикмахерской в Нью-Йорке. Дальнейшая судьба — неизвестна.